# Цзинтай
Чжу Циюй (21 сентября 1428 — 14 марта 1457) — седьмой император Китая с 1449 по 1457 из династии Мин

## Биография
Родился 21 сентября 1428 году в Пекине. Младший сын китайского императора Чжу Чжаньцзи. До своего вступления на императорский трон носил титул великого князя Чэн (Чэн-вана).
В 1449 году китайский император Чжу Цичжэнь, старший брат Чжу Циюя, был разгромлен в битве при Тумубао и захвачен в плен монголами. Монгольские войска под командованием Эсэн-тайши осадили Пекин. Однако китайский военачальник Юй Цянь, руководивший обороной столицы, провозгласил новым императором Чжу Циюя, младшего брата пленного Чжу Цичжэня. Юй Цянь смог нанести монголам серьезное поражение. В 1450 году пленный император Чжу Цичжэнь был отпущен Эсэн-тайшой из плена и вернулся в Китай. Чжу Циюй, опасаясь своего старшего брата, приказал заключить под домашний арест Чжу Цичжэня и его сына-наследника Чжу Цзяньшэня. Новый император Чжу Циюй провозгласил наследником трона своего единственного сына Чжу Чжанье (1448—1453), который вскоре скончался.
В феврале 1457 года пленный император Чжу Цичжэнь организовал заговор против своего младшего брата Чжу Циюя, чтобы вернуть себе императорский престол. Чжу Циюй был свергнут с престола и заключен под домашний арест. Но уже 14 марта свергнутый император был убит евнухами по приказу его старшего брата Чжу Цичжэня.
У Чжу Циюя был сын и две дочери.